# Dalea villosa
Dalea villosa là một loài thực vật có hoa trong họ Đậu. Loài này được (Nutt.) Spreng. miêu tả khoa học đầu tiên.